# Evijärvi (sjö)
Evijärvi är en sjö i Finland. Den ligger i kommunen Evijärvi i landskapet Södra Österbotten, i den centrala delen av landet, 400 km norr om huvudstaden Helsingfors. Evijärvi ligger 61,7 meter över havet. Den är 3,81 meter djup. Arean är 27,1 kvadratkilometer och strandlinjen är 138,83 kilometer lång. Sjön  ingår i Esse å huvudavrinningsområde.   I omgivningarna runt Evijärvi växer i huvudsak blandskog.
Sjön ingår i Esse ås huvudavriningsområde. Evijärvis huvudsakliga tillflöde är Välijoki som förbinder sjön med Lappajärvi sjö. Genom Esse å avrinner sjön mot nordväst till Bottenviken.